# Sándor Hegedüs

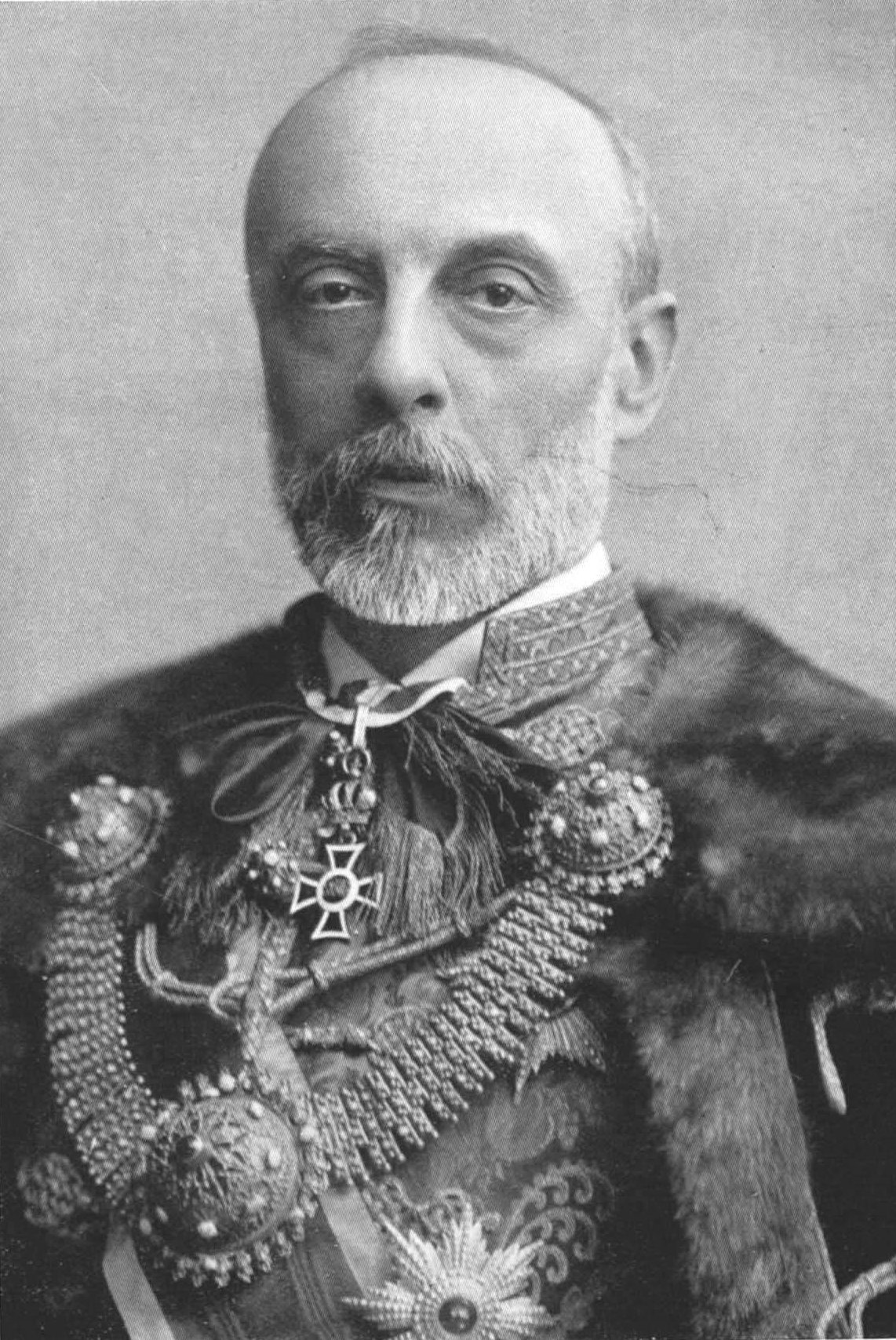
Sándor Hegedüs

Sándor (Alexander) Hegedüs von Magyarzsákod (* 22. April 1847 in Kolozsvár; † 28. Dezember 1906 in Budapest) war ein ungarischer Politiker und Handelsminister.

## Leben
Sándor Hegedüs besuchte das reformierte Kollegium in Kolozsvár und studierte Jura und Wirtschaft in Pest. Ab 1865 war er als Journalist zunächst bei der Budapesti Szemle und ab 1868 bei der Hon tätig. 1875 wurde er als Abgeordneter für den Wahlbezirk Abrudbánya im Komitat Alsó-Fehér in den ungarischen Reichstag gewählt und gehörte dort dem finanzpolitischen Ausschuss an. Er repräsentierte Ungarn auf dem Währungskongress in Paris 1881. Hegedüs wurde 1885 zum korrespondierenden Mitglied der Ungarischen Akademie der Wissenschaften gewählt und war ab 1884 Reichstagsabgeordneter für den Wahlbezirk Kolozsvár I. Von 1899 bis 1902 war er im Kabinett von Kálmán Széll Handelsminister und wurde 1905 Mitglied des Magnatenhauses.